# Volnay (Sarthe)
Pour les articles homonymes, voir Volnay.
Volnay est une ancienne commune française, située dans le département de la Sarthe en région Pays de la Loire, peuplée de 971 habitants.
La commune fait partie de la province historique du Maine, et se situe dans le Haut-Maine (Maine blanc).
Elle fusionne au 1er janvier 2025 dans la nouvelle commune de Val-de-la-Hune.

## Géographie
Volnay est situé dans le Perche sarthois, au sud-est du Mans.

### Accès
Volnay est à 5 km de la RN 157 (la nationale allant du Mans à Blois) et à 25 km du Mans (soit un trajet de 30 min).
Volnay est aussi à 20 minutes de la sortie de l'A28 à Parigné-l'Évêque.
La ligne de car TIS (Transport interurbains de la Sarthe) passe par le village.

### Lieux-dits et écarts
- La Chaussée.

### Climat
Pour des articles plus généraux, voir Climat des Pays de la Loire et Climat de la Sarthe.
En 2010, le climat de la commune est de type climat océanique dégradé des plaines du Centre et du Nord, selon une étude du CNRS s'appuyant sur une série de données couvrant la période 1971-2000. En 2020, Météo-France publie une typologie des climats de la France métropolitaine dans laquelle la commune est exposée à un climat océanique altéré et est dans la région climatique  Moyenne vallée de la Loire, caractérisée par une bonne insolation (1 850 h/an) et un été peu pluvieux. 
Pour la période 1971-2000, la température annuelle moyenne est de 11 °C, avec une amplitude thermique annuelle de 14,6 °C. Le cumul annuel moyen de précipitations est de 682 mm, avec 11,4 jours de précipitations en janvier et 7,1 jours en juillet. Pour la période 1991-2020, la température moyenne annuelle observée sur la station météorologique de Météo-France la plus proche, sur la commune du Luart à 18 km à vol d'oiseau, est de 12,0 °C et le cumul annuel moyen de précipitations est de 686,4 mm,. Pour l'avenir, les paramètres climatiques de la commune estimés pour 2050 selon différents scénarios d'émission de gaz à effet de serre sont consultables sur un site dédié publié par Météo-France en novembre 2022.

## Urbanisme

### Typologie
Au 1er janvier 2024, Volnay est catégorisée commune rurale à habitat dispersé, selon la nouvelle grille communale de densité à sept niveaux définie par l'Insee en 2022.
Elle est située hors unité urbaine. Par ailleurs la commune fait partie de l'aire d'attraction du Mans, dont elle est une commune de la couronne,. Cette aire, qui regroupe 144 communes, est catégorisée dans les aires de 200 000 à moins de 700 000 habitants,.

### Occupation des sols
L'occupation des sols de la commune, telle qu'elle ressort de la base de données européenne d’occupation biophysique des sols Corine Land Cover (CLC), est marquée par l'importance des territoires agricoles (79,1 % en 2018), en diminution par rapport à 1990 (80,8 %). La répartition détaillée en 2018 est la suivante : 
terres arables (48 %), prairies (29,4 %), forêts (17,2 %), zones urbanisées (3,7 %), zones agricoles hétérogènes (1,7 %). L'évolution de l’occupation des sols de la commune et de ses infrastructures peut être observée sur les différentes représentations cartographiques du territoire : la carte de Cassini (XVIIIe siècle), la carte d'état-major (1820-1866) et les cartes ou photos aériennes de l'IGN pour la période actuelle (1950 à aujourd'hui).

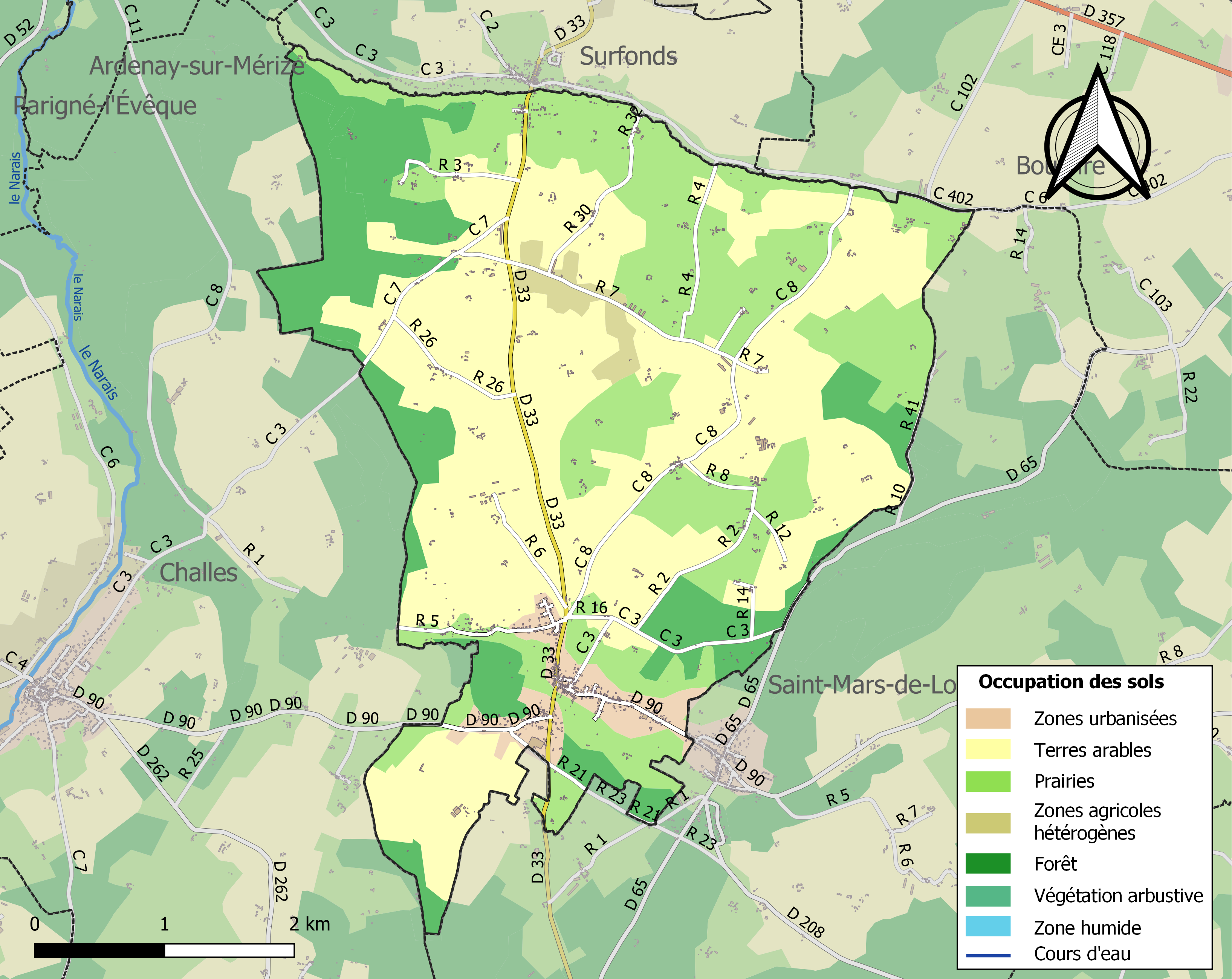
Carte des infrastructures et de l'occupation des sols de la commune en 2018 (CLC).

## Toponymie
Le gentilé est Volnaysien.

## Histoire

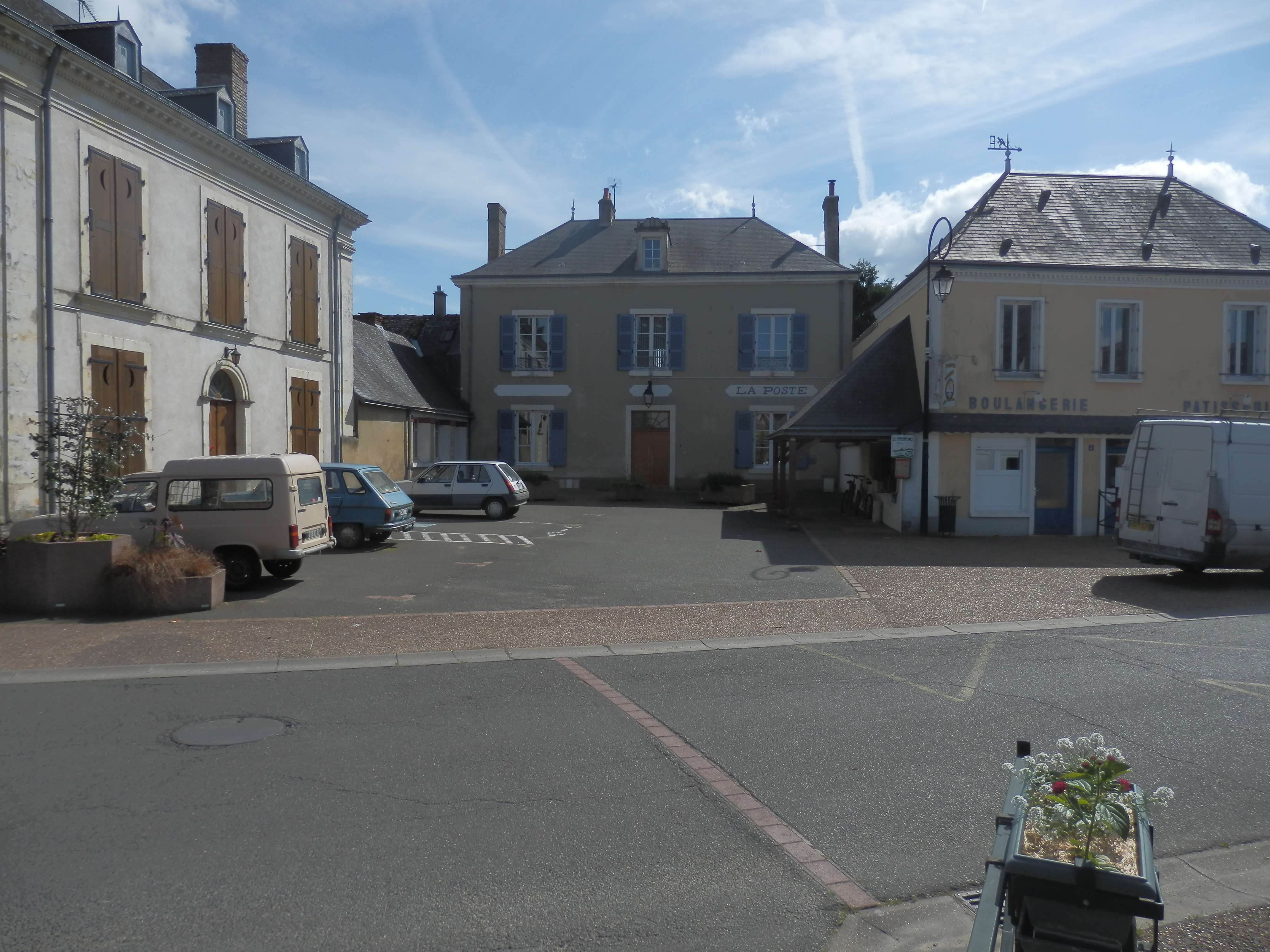
L'ancienne poste.

Les premières informations précises concernant Volnay remontent au Moyen Âge. Ainsi la petite église romane est à relier à un ensemble prieural assez important. L'ancien prieuré, à fenêtres à meneaux et traverses, avec une tour hexagonale qui servait de cage d'escalier, est vendu et démoli après la Révolution. Cet ensemble, ainsi que sa chapelle, était clos de murs et ceint de fossés assez profonds. Le souterrain-refuge de la ferme de la Roche a probablement été construit par les moines du prieuré.
La loi du 11 mai 1836 modifie le tracé des communes de Surfonds et de Volnay. La nouvelle délimitation suit le cours de la Sourice.

## Politique et administration

### Tendances politiques
À l’élection présidentielle de 2002, le premier tour a vu arriver en tête Jean-Marie Le Pen avec 18,31 %, suivi de Jacques Chirac avec 15,85 %, Lionel Jospin avec 14,75 %, puis Arlette Laguiller avec 10,11 %, Jean Saint-Josse avec 8,47 % , Olivier Besancenot avec 7,65 % et François Bayrou avec 6,01 %, aucun autre candidat ne dépassant le seuil des 5 %.
Le second tour a vu arriver largement en tête Jacques Chirac avec 75,36 % contre 24,64 % pour Jean-Marie Le Pen avec un taux d’abstention de 15,66 %, ce qui assez différents par rapport aux valeurs nationales (respectivement 82,21 % et 17,79 % ; abstention 20,29 %).
Au référendum sur le traité de Maastricht du 20 septembre 1992, les Volnaysiens ont  rejeté le traité, avec 64,45 % de Non contre 35,55 % de Oui avec un taux d’abstention de 28,23 % (France entière : Non à 48,99 % ; Oui à 51,01 %).
Au référendum sur le traité constitutionnel pour l’Europe du 29 mai 2005, les Volnaysiens ont  rejeté la Constitution européenne, avec 61,25 % de Non contre 38,75 % de Oui avec un taux d’abstention de 26,39 % (France entière : Non à 54,67 % ; Oui à 45,33 %).
À l’élection présidentielle de 2007, le premier tour a vu se démarquer en tête Nicolas Sarkozy avec 30,43 %, suivi par Ségolène Royal avec 24,26 %, Jean-Marie Le Pen avec 15,11 %, François Bayrou avec 9,79 %, enfin Olivier Besancenot avec 7,23 %, Philippe de Villiers avec 2,07 % et Frédéric Nihous avec 2,55 %, aucun autre candidat ne dépassant le seuil des 2 %. Le second tour a vu arriver en tête Nicolas Sarkozy avec 52,80 % (résultat national : 53,06 %) contre 47,20 % pour Ségolène Royal (national : 46,94 %).

### Listes des maires
| Période                                  | Période   | Identité            | Étiquette | Qualité          |
| ---------------------------------------- | --------- | ------------------- | --------- | ---------------- |
| ?                                        | 2002      | Léonce Papin        |           |                  |
| 2002                                     | mars 2014 | Jean-François Lorin | SE        | Chauffeur de car |
| mars 2014                                | En cours  | Christophe Pinto    | SE        | Infographiste    |
| Les données manquantes sont à compléter. |           |                     |           |                  |

### Enseignement
Volnay partage son école avec le village voisin de Saint-Mars-de-Locquenay : l'école primaire est à Saint-Mars tandis que l'école maternelle se trouve à Volnay.

## Démographie
L'évolution du nombre d'habitants est connue à travers les recensements de la population effectués dans la commune depuis 1793. Pour les communes de moins de 10 000 habitants, une enquête de recensement portant sur toute la population est réalisée tous les cinq ans, les populations de référence des années intermédiaires étant quant à elles estimées par interpolation ou extrapolation. Pour la commune, le premier recensement exhaustif entrant dans le cadre du nouveau dispositif a été réalisé en 2005.
En 2022, la commune comptait 971 habitants, en évolution de +6,12 % par rapport à 2016 (Sarthe : −0,25 %, France hors Mayotte : +2,11 %).
| 1793  | 1800  | 1806  | 1821  | 1831  | 1836  | 1841  | 1846  | 1851  |
| ----- | ----- | ----- | ----- | ----- | ----- | ----- | ----- | ----- |
| 1 174 | 1 295 | 1 297 | 1 140 | 1 344 | 1 237 | 1 229 | 1 218 | 1 187 |

| 1856  | 1861  | 1866  | 1872  | 1876  | 1881  | 1886  | 1891  | 1896  |
| ----- | ----- | ----- | ----- | ----- | ----- | ----- | ----- | ----- |
| 1 213 | 1 180 | 1 178 | 1 103 | 1 170 | 1 110 | 1 111 | 1 126 | 1 103 |

| 1901  | 1906  | 1911  | 1921  | 1926  | 1931 | 1936 | 1946 | 1954 |
| ----- | ----- | ----- | ----- | ----- | ---- | ---- | ---- | ---- |
| 1 102 | 1 075 | 1 060 | 1 044 | 1 009 | 995  | 960  | 970  | 939  |

| 1962 | 1968 | 1975 | 1982 | 1990 | 1999 | 2005 | 2006 | 2010 |
| ---- | ---- | ---- | ---- | ---- | ---- | ---- | ---- | ---- |
| 893  | 755  | 652  | 598  | 608  | 697  | 743  | 743  | 853  |

| 2015 | 2020 | 2022 | - | - | - | - | - | - |
| ---- | ---- | ---- | - | - | - | - | - | - |
| 905  | 955  | 971  | - | - | - | - | - | - |

## Économie
La commune est essentiellement agricole, avec de nombreux élevages de volailles.

## Lieux et monuments

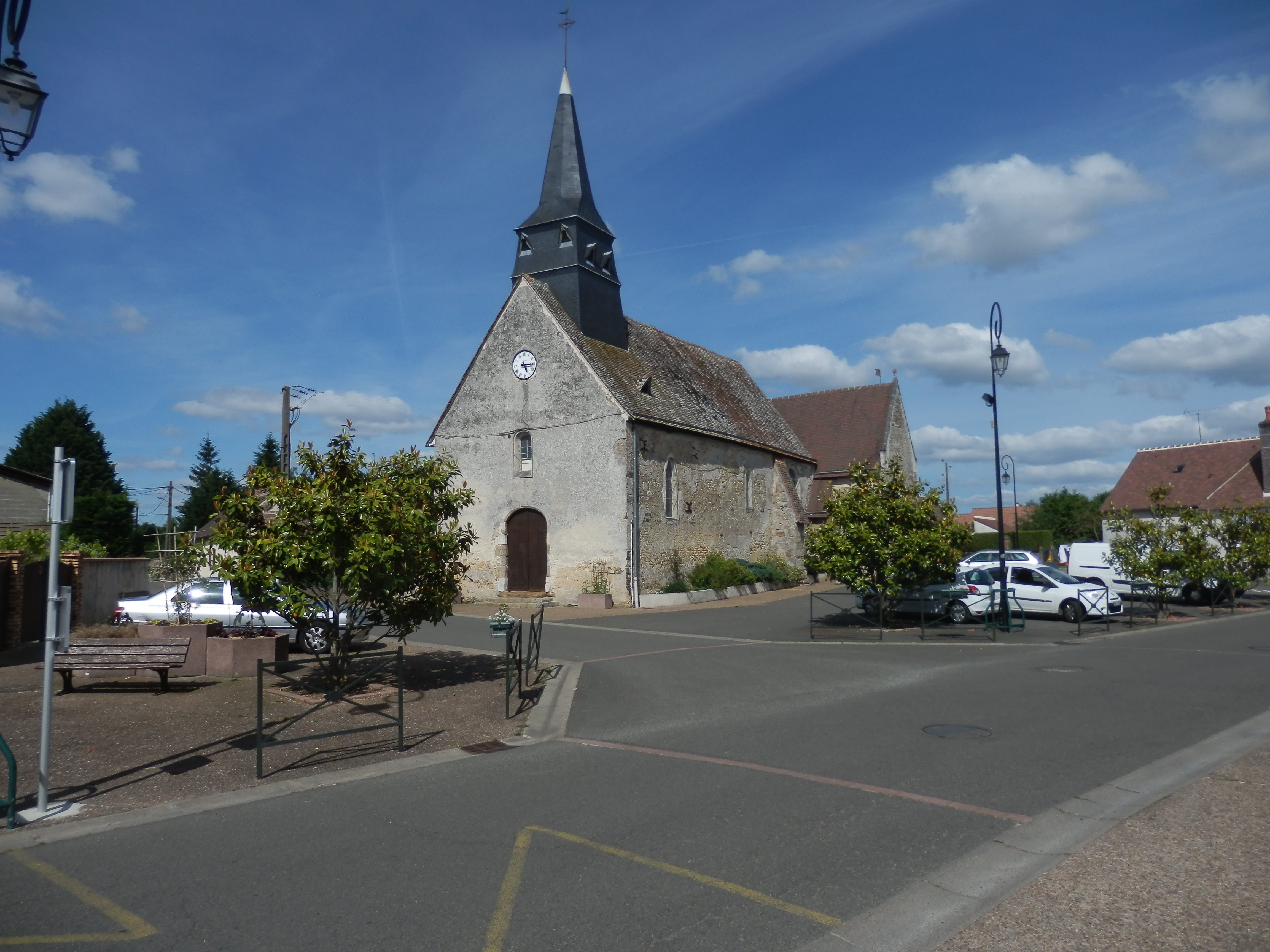
L'église Saint-Vincent.

- L'église Saint-Vincent, des XIIe et XVIe siècles, en grès roussard, tuffeau, tuile et ardoise. Cette église rurale est le témoin de l'ancien prieuré qui occupait l'emplacement du village. La nef est plus haute que le chœur et le transept, et les maçonneries, en petit appareil, ne laissent aucun doute sur la construction d'un premier édifice roman. Le pignon du transept sud, bordé par une chevronnière en pierre et surmonté d'une croix en pierre, atteste une construction au XVIe siècle. À l'intérieur, la voûte est lambrissée. Le clocher d'ardoises est beaucoup plus récent. Les marches d'entrée de la nef et le sol du porche sont constitués d'anciennes dalles funéraires. Les fresques, en mauvais état, couvrent les murs sud et surtout sur le mur nord de la nef.